# The First Milestone
The First Milestone (с англ. — «Первая веха») — студийный альбом американского джазового тенор-саксофониста Эрика Александера, выпущенный в 2000 году. Впервые Александер записал альбом специально для Milestone Records, что и отражено в названии, хотя отмечается, что до этого фирма уже выпускала записи музыканта по лицензии японского лейбла Alfa

## Об альбоме
Партнёрами Александера по альбому стали его бывшие учителя по колледжу Уильяма Патерсона в Нью-Джерси пианист Харольд Мэйберн и гитарист Пэт Мартино. Ритм-секция — ударник Джо Фарнсворт и контрабасист Питер Вашингтон — являются постоянными партнёрами Александера по группе One For All. Три из восьми композиций принадлежат перу Эрика Александера, ещё одна тема — за авторством Харольда Мэйберна.
Композиция «#34 Was Sweetness (For Walter Payton)» посвящена памяти игрока американского футбола Уолтера Пэйтона.

## Отзывы
Альбом получил положительную критику в ряде специализированных интернет-изданий.

## Список композиций
| №  | Название                                | Автор(ы)         | Длительность |
| -- | --------------------------------------- | ---------------- | ------------ |
| 1. | «Stand Pat»                             | Eric Alexander   | 8:51         |
| 2. | «#34 Was Sweetness (For Walter Payton)» | Eric Alexander   | 7:08         |
| 3. | «The First Milestone»                   | Eric Alexander   | 7:33         |
| 4. | «The Towering Inferno»                  | John Williams    | 8:40         |
| 5. | «Night Song»                            | Strous / Adams   | 8:51         |
| 6. | «Last Night When We Were Young»         | Arlen / Harburg  | 7:12         |
| 7. | «The Phineas Trane»                     | Harold Mabern    | 7:53         |
| 8. | «I'm Glad There Is You»                 | Dorsey / Madeira | 6:39         |

## Участники
- Eric Alexander — тенор-саксофон
- Harold Mabern — фортепиано
- Pat Martino — гитара (1, 3, 4, 7)
- Peter Washington — контрабас
- Joe Farnsworth — ударные